# Icona Pop
Icona Pop是由在斯德哥尔摩长大的Caroline Hjelt和Aino Jawo于2009年组成的瑞典双人女子歌唱团体，它的成立影响了电子浩室、庞克和独立流行类型的音乐风格。在一次采访中她们说她们创作的歌曲要让你既可以笑又可以哭。
同年，她們被名為TEN的音樂團體簽下，而她們最暢銷的歌曲為Patrik Berger、Linus Eklöw和Charlotte Aitchison所寫的《I Love It》。
之後她們的首張單曲專輯《Manners》，在法國《Kitsuné Music》上榜後，也受到國際上的注目，而迷你專輯《Nights Like This》也曾在《Mercury Records》上榜過。
2012年9月後，Icona Pop知名度也擴展到美國的洛杉磯和紐約等地區。

## 職業生涯

### 發跡
Hjelt（1987年11月8日生）和Jawo（1986年7月7日生）在2009年2月的一場派對上認識後便組成雙人團體。
四週後，她們為了以雙人團體進行演唱，共同創作了幾首歌曲。
二年後，這組雙人團體以「以鼓和合成樂器製作的經典流行樂」為她們的音樂風格。
包括《新音樂快遞》、《衛報》、《滾石》、《Pitchfork Media》等媒體皆對這組雙人團體表示肯定。《衛報》對她們的首張單曲《Manner》稱讚：「太酷了」。她們也與Style of Eye、蘿蘋、Elof Loelv（Niki & The Dove）及Starsmith合作過。
2012年秋天，她們在美國及瑞典分別發行了加長版的《Iconic》及《Icona Pop》。至今，她們已在瑞典、美國、德國、意大利和倫敦等國家表演過，並且受過瑞典及外國媒體的專訪。

### 2012－2013年：《Icona Pop》和《This Is... Icona Pop》的突破

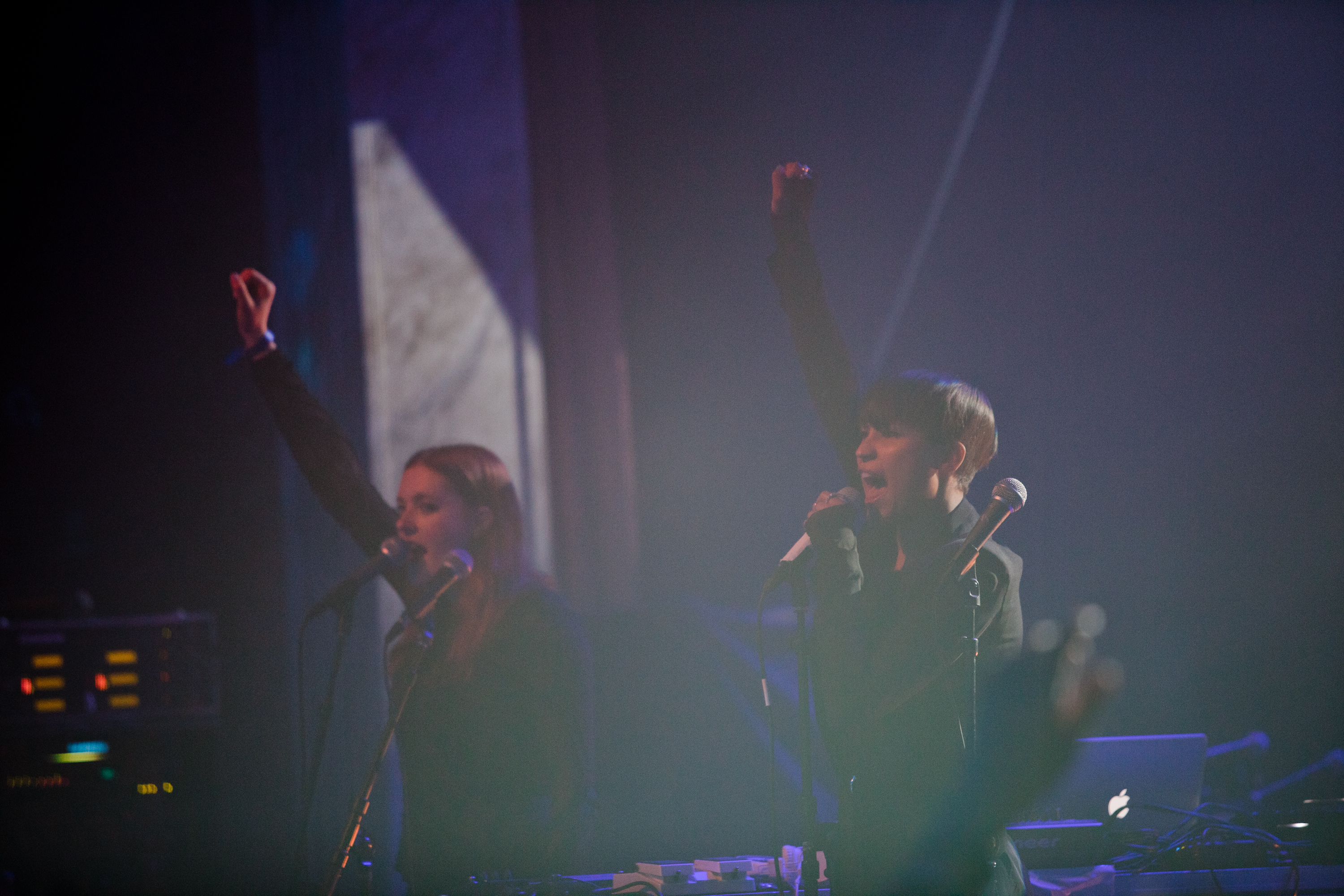
Icona Pop在愛與和平演唱會上（2012）

2012年夏天，她們在哥特堡和斯德哥爾摩奧林匹克體育場舉行了電子音樂燃燒夏天嘉年華，國際嘉年華和瑞典電視台都有轉播。
《I Love It》一曲在她們的同名專輯《Icona Pop》首發時即進入Sverigetopplistan排行榜（瑞典的官方單曲排行榜）。
2012年的電玩遊戲《極速快感：新全民公敵》及2013年1月的德國可口可樂Light電視廣告。都有採用這首歌、以及作為美國實境秀影集《Snooki & JWoww》和《女孩我最大》的主題曲。
第二首單曲《Ready for the Weekend》也在2012年9月11日發行。這兩首單曲都有收錄在她們2012年10月16日發行的第二張加長版專輯。《I Love It》也被採用為《Samsung Galaxy S4》的廣告曲。
而她們的單曲專輯《Iconic》在美國iTunes的樂曲榜進到21名。
2013年，她們也與Passion Pit及Matt & Kim在美國進行巡迴演唱。
同年1月，《I Love It》一曲又再次被HBO頻道的《女孩我最大》（Lena Dunham製作）影集第二季第三集中採用。
同年3月，她們在Fuse的前三十名必注意的音樂人獲得提名（西南部嘉年華中的南部）。接著，《I Love It》也在《吸血鬼日季》第四季的第十六集的《Bring It On》採用。
同年3月26日，《I Love It》也在二週長的節目《Dancing with the Stars》中播放過。
同年5月3日，她們在深夜節目《Lte Night with Jimmy Fallon》及《Good Morning America》表演《I Love It》一曲。
同年5月6日《I Love It》也在福斯音樂喜劇《Glee》採用。該曲由《New Directions》進行翻唱（該劇第四季中第21集及最後1集『All or Nothing』）。且該曲也被2013年的《ShoeDazzle》廣告採用。該曲也被《WNBA》2013年6月3日的第四季第七場賽事（Heat-Pacers Eastern Conference Championship）的預告廣告採用。同時也在6月9日的Spurs-Heat賽事中的廣告所採用。
2013年6月4日，Icona Pop發行新單曲《Girlfriend》。她們在一場專訪中透露已經在一張全球性的專輯中收錄所有新的歌曲。她们说：「新專輯不會只有像是《I Love It》等十六首歌」，并表示正在尝试新的流派和声音。2013年7月，Icona Pop獲得Teen Choice中最佳新人團體及最佳團體音樂等兩項獎項。
2013年7月28日，《All Night》作为专辑的第三支单曲发行，在欧洲榜单上的表现可圈可点。
2013年8月4日，二人前往蒙特利尔并于Osheaga Festival表演。
2013年11月22日，參與2013年Mnet亞洲音樂大獎表演《All Night》及《I Love It》與韓國女子團體2NE1的隊長，CL一起合作。

### 2014年至今：即将来临的第三张录音室专辑与巡演
2014年6月23日，二人发行新单曲《Get Lost》，该曲的关注度不及以往。同期，该组合也为凯蒂·佩里和麦莉·赛勒斯的巡演做开场表演。二人与Tiesto合作了歌曲《Let's Go，与Cobra Starship合作了单曲《Never Been In Love》。后者在意大利大受欢迎。
2015年5月26日，两人发布与Erik Hassle合作的单曲《Emergency》。该曲几周后登顶Billboard舞曲榜，成为她们继《All Night》之后的第二首登顶该榜的单曲。该曲也在视频游戏《FIFA 16》中使用。同年七月，迷你专辑《Emergency》发行。专辑收录了广受好评的《First Time》与饱享赞誉的《Clap Snap》。
同年，该组合被宣布为One Direction《On the Road Again》巡演的北美分区进行开场表演。另外，当年她们的歌曲《We Got The World》成为电影完美音调2的配乐。2016年2月23日，在斯德哥尔摩的Grammis典礼上表演了新单曲《Someone Who Can Dance》2016年10月20日，该组合发行了新单曲《Brightside》。2017年6月16日，Icona Pop发行了与托芙·罗合作的新单曲《GIRLS GIRLS》2017年10月，她们发行了与澳大利亚二人组合Peking Duk合作的歌曲《Let You Down》。2017年12月下旬，二人发行迷你专辑《Så mycket bättre 2017 – Tolkningarna》，其中收录7首翻唱曲。2018年3月上旬，该组合与Avon合作了《All My Girls》的MV。2018年四月下旬，二人在Sweater Beats的歌曲《Faded Away》中合唱。2018年5月下旬， Icona Pop在社交媒体上称她们目前正在制作第三张录音室专辑。2019年6月，二人在St. Louis Pridefest上表演。2019年2月3日，Icona Pop发行了与R3hab合作的歌曲《This Is How We Party》。2019年7月26日，该组合回归，并发布了她们即将到来的第三张录音室专辑中的第一支单曲——《Next Mistake》。这个瑞典二人组合自2019年起便与Ultra Music签约。

## 音乐作品
- 《Icona Pop》（2012）
- 《This Is... Icona Pop（英语：This Is... Icona Pop）》（2013）

## 影视作品

### 电影
| 年份 | 片名                    | 角色                          | 备注     |
| ---- | ----------------------- | ----------------------------- | -------- |
| 2016 | 《魔发精灵》            | 大红与大紫 Satin and Chenille | 配音角色 |
| 2017 | 《魔发精灵：开心假日》  | 大红与大紫 Satin and Chenille | 配音角色 |
| 2020 | 《魔发精灵2：世界之旅》 | 大红与大紫 Satin and Chenille | 配音角色 |

## 巡演
独唱助阵表演
- 玛琳娜·戴曼迪斯The Lonely Hearts Club Tour（英语：The Lonely Hearts Club Tour）（2013，北美）
- 麦莉·赛勒斯Bangerz Tour（英语：Bangerz Tour）（2014，北美、欧洲）[26]
- 凯蒂·佩里棱镜世界巡回演唱会（2014，英国）[27]
- One Direction青春再前进巡回演唱会（2015，北美）[28]
- 2015北美Honda Civic Tour

## 奖项
- Rober Awards Music Poll

| 年份 | 獲提名 | 獎項            | 結果 |
| ---- | ------ | --------------- | ---- |
| 2012 | 本人   | Guilty Pleasure | 提名 |

- 外套熊

| 年份 | 獲提名 | 獎項         | 結果 |
| ---- | ------ | ------------ | ---- |
| 2018 | 本人   | 年度最佳组合 | 提名 |

- P3 Guld

| 年份 | 獲提名                   | 獎項           | 結果 |
| ---- | ------------------------ | -------------- | ---- |
| 2014 | 《This Is... Icona Pop》 | 年度最佳组合   | 提名 |
| 2014 | 本人                     | 年度最佳艺术家 | 提名 |

- 瑞典GAFFA奖

| 年份 | 獲提名 | 獎項     | 結果 |
| ---- | ------ | -------- | ---- |
| 2018 | 本人   | 年度组合 | 獲獎 |

- Gaygalan（英语：QX (magazine)）

| 年份 | 獲提名 | 獎項       | 結果 |
| ---- | ------ | ---------- | ---- |
| 2014 | 本人   | 年度艺术家 | 提名 |

- Scandipop Awards

| 年份 | 獲提名                   | 獎項         | 結果 |
| ---- | ------------------------ | ------------ | ---- |
| 2014 | 《This Is... Icona Pop》 | 最佳组合专辑 | 提名 |
| 2014 | 本人                     | 最佳组合     | 提名 |
| 2017 | 本人                     | 最佳组合     | 獲獎 |
| 2018 | 本人                     | 最佳组合     | 獲獎 |

- 青少年选择奖

| 年份 | 提名项目                         | 奖项                       | 结果 |
| ---- | -------------------------------- | -------------------------- | ---- |
| 2013 | 《I Love It》（with Charli XCX） | 青少年选择奖：团体单曲     | 提名 |
| 2015 | Icona Pop                        | 青少年选择奖：女子音乐团体 | 提名 |

- Billboard音乐奖

| 年份 | 提名作品                         | 奖项            | 结果 |
| ---- | -------------------------------- | --------------- | ---- |
| 2014 | 《I Love It》（with Charli XCX） | 最佳舞曲/电子乐 | 提名 |

- MTV欧洲音乐大奖

| 年份 | 提名人    | 奖项             | 结果 |
| ---- | --------- | ---------------- | ---- |
| 2014 | Icona Pop | Best Swedish Act | 提名 |

- Hungarian Music Awards（英语：Hungarian Music Awards）

| 年份 | 提名作品                 | 奖项                  | 结果 |
| ---- | ------------------------ | --------------------- | ---- |
| 2014 | 《This Is... Icona Pop》 | 年度当代流行/摇滚专辑 | 提名 |

- iHeartRadio Music Awards

| 年份 | 提名作品                         | 奖项     | 结果 |
| ---- | -------------------------------- | -------- | ---- |
| 2014 | 《I Love It》（with Charli XCX） | 最佳歌词 | 提名 |

- SESAC Pop Awards（英语：SESAC）

| 年份 | 提名作品                         | 奖项         | 结果 |
| ---- | -------------------------------- | ------------ | ---- |
| 2014 | 《I Love It》（with Charli XCX） | 年度词曲作者 | 獲獎 |
| 2014 | 《I Love It》（with Charli XCX） | 年度歌曲     | 獲獎 |

- Grammis Award（英语：Grammis）

| 年份 | 提名项目                         | 奖项                 | 结果 | 参考来源 |
| ---- | -------------------------------- | -------------------- | ---- | -------- |
| 2013 | 《I Love It》（with Charli XCX） | 年度歌曲             | 提名 | [ 33 ]   |
| 2013 | Icona Pop                        | Newcomer of the Year | 獲獎 | [ 33 ]   |
| 2013 | 《Icona Pop》                    | 年度电子乐/舞曲      | 提名 | [ 33 ]   |
| 2014 | Icona Pop                        | 年度艺术家           | 提名 | [ 33 ]   |
| 2014 | Icona Pop                        | 年度电子乐/舞曲      | 獲獎 | [ 33 ]   |
| 2016 | 《Emergency》                    | 年度歌曲             | 提名 | [ 34 ]   |
| 2018 | Icona Pop                        | 年度电子乐/舞曲      | 提名 | [ 35 ]   |

- APRA Awards（英语：APRA Awards (Australia)·APRA Awards (Australia)）

| 年份 | 提名作品                                | 奖项     | 结果 | 参考来源 |
| ---- | --------------------------------------- | -------- | ---- | -------- |
| 2019 | Peking Duk、Icona Pop－《Let You Down》 | 年度舞曲 | 提名 | [ 36 ]   |

- 其它奖项

| 奖名      | 提名项目      | 奖项                             | 结果 | 参考来源 |
| --------- | ------------- | -------------------------------- | ---- | -------- |
| Gaffa     | Icona Pop     | Swedish Breakthrough of the Year | 獲獎 | [ 37 ]   |
| P3 Gold   | 《I Love It》 | 年度歌曲                         | 獲獎 | [ 38 ]   |
| Elle Gala | Icona Pop     | Best Dressed Duo                 | 獲獎 | [ 39 ]   |